# 臺光章
臺 光章（うてな みつあき、1976年1月1日 - ）は、日本の元男子バレーボール選手。

## 来歴
広島県広島市出身。小学校5年の時に地元のスポーツクラブ・八木スポーツ少年団に入り、バレーボールを始める。高校は地元名門の崇徳高等学校へ進学し、3年次には教育実習で来ていた本多洋から影響を受けた。その後、中央大学へ進学する。
1998年、日本たばこ産業 (JT) に入社し、JTサンダーズに入団。同期に苅谷淳司、河野裕輔、下田悟、齋藤学。順調に試合出場を重ね、1999年2年目からチームキャプテンを務めた。2001年、黒鷲旗で優勝しベスト6。同年のアジア選手権で全日本に選出されて金メダルを獲得し、2002年釜山アジア大会では銅メダル獲得に貢献した。2003-04シーズンVリーグでベスト6賞を受賞した。
選手晩年には前田悟がレギュラーを取ったために控えに回ることが多くなり、2007-08シーズンは腰の故障に加え、栗生澤淳一が監督代行に就任したことに伴い平野信孝と共にコーチ兼任選手として活躍した。2008年6月に現役を引退し、JTでの社業に専念した。
2016年に副部長としてJTサンダーズに復帰し、現在は事務局長を務めている。

## 球歴
- 全日本代表
  - アジア選手権：2001年（優勝）
  - アジア競技大会：2002年（3位）

## 受賞歴
- 2001年 - 黒鷲旗 ベスト6
- 2003年 - Vリーグ ベスト6
- 2004年 - 黒鷲旗 ベスト6

## 所属クラブ
- 崇徳高等学校
- 中央大学
- JTサンダーズ（1998-2008年）